# Fate Marable
Fate Marable (* 2. Dezember 1890 in Paducah, Kentucky; † 16. Januar 1947 in St. Louis, Missouri) war ein amerikanischer Bigband-Leader und Pianist, der vor allem auf Mississippi-Dampfern spielte und dort ein wichtiger Lehrmeister für viele Musiker des Oldtime-Jazz war.

## Leben
Marable lernte Piano von seiner Mutter und begann schon früh (ab 1907) auf den Schaufelrad-Dampfern auf dem Mississippi zu spielen, wo er von 1917 (Kentucky Jazz Band als Kopie der Original Dixieland Jazz Band, danach Fate Marable Orchestra, der auch Boyd Atkins angehörte) bis 1940 eine Band leitete. Meist spielte er auf den Dampfern der Strekfus Linie, wo er sich zeitweise mit der „Sam Morgan Jazz Band“ ablöste. Die Dampfer fuhren von Mai bis November zwischen New Orleans und St. Paul in Minnesota. Teilweise nur für „weißes“ Publikum, teilweise an manchen Tagen gemischt. Meist spielten kleinere Bands am Tag und zwei Big Bands nachts. Sie spielten nicht nur Jazz, sondern auch viel Tanzmusik. In den 1930er Jahren hatte er auch zeitweise Charlie Creath als Ko-Leader. Eine schlecht verheilte Fingerwunde zwang ihn 1940 zu einer längeren Pause – danach spielte er in Clubs in St. Louis, wo er 1947 auch an Lungenentzündung starb. Da er Wert auf Disziplin und Noten-Lesefähigkeiten legte, war er ein wichtiger Lehrmeister (und eine gute Saison-Beschäftigung) für viele Musiker des frühen Jazz, die sich teilweise eine systematische Ausbildung ansonsten nicht leisten konnten. Zutty Singleton umschrieb ein Engagement junger Musiker bei Marable mit den Worten „jetzt kommst du aufs Konservatorium“. Seine Musiker rekrutierte er meist in New Orleans, unter anderen waren Louis Armstrong, Johnny Dodds, Baby Dodds, King Oliver, Zutty Singleton, Johnny St. Cyr, Pops Foster, Jimmy Blanton, Tommy Ladnier, Red Allen, Gene Sedric, Earl Bostic zeitweise Mitglieder seiner Band. Marable spielte auf den Schiffen an der Dampforgel (Calliope), deren Tasten teilweise so heiß wurden, dass er Handschuhe tragen musste und einen Regenmantel samt Mütze gegen den kondensierenden Wasserdampf.
Seine einzigen Aufnahmen sind mit den Fate Marables Society Syncopators von 1924 bei Okeh in New Orleans (nur 2 Stücke, Frankie and Johnny, Pianoflage). Sie vermitteln nur einen dürftigen Eindruck vom Spiel seiner Bands.